# Hejt internetowy
Hejt internetowy (ang. hate, pol. nienawiść) – zjawisko społeczne o charakterze poniżającym obserwowanym w środowisku Internetu (portale społecznościowe, komentarze pod artykułami w serwisach informacyjnych, komunikatory Internetowe etc.). Według słownika języka polskiego jest to obraźliwy i zwykle agresywny komentarz internetowy lub mówienie w sposób wrogi i agresywny na jakiś temat lub o jakiejś osobie.
Zjawisko hejtu może dotyczyć osoby, grup społecznych, mniejszościowych, etnicznych ale też produktów, kampanii, czy filmów. Jego celem jest wyrażanie pogardy i podważanie pozycji osoby lub grupy społecznej ze względu na rasę, płeć, naród, poprzez wyrażanie dyskredytującej opinii o tej grupie, czy jej poszczególnych członkach lub jej charakterystycznych wytworach. Zjawisko hejtu internetowego nie musi odwoływać się do grupy społecznej może być skierowane także personalnie wobec konkretnej osoby. Przykładem są negatywne komentarze dotyczące osób publicznych. Jak sportowcy, politycy czy aktorzy.
Najpopularniejszymi mediami, w których występuje ten problem, są Facebook, YouTube, Instagram, Twitter, Twitch i inne. Pomimo różnych mechanizmów ograniczających to zjawisko stosowanych przez powyższe media, hejt jest poważnym problemem. Jak wykazuje jedno z badań, prawdopodobnymi czynnikami wyjaśniającymi angażowanie się ludzi w zjawisko hejtu w Internecie mogą być wysoka psychopatia.
Powiązanymi hasłami z hejtem internetowym są: trolle internetowe, cyberbullying, przemoc w internecie i mowa nienawiści.